# Sembowo
Sembowo is een bestuurslaag in het regentschap Pacitan van de provincie Oost-Java, Indonesië. Sembowo telt 1865 inwoners (volkstelling 2010).